# Yadisleidy Pedroso
Yadisleidy Pedroso (née le 28 janvier 1987 à La Havane) est une athlète cubaine naturalisée italienne en 2013, spécialiste du 400 mètres haies.

## Biographie
Elle obtient la nationalité italienne le 7 février 2013 à la suite de son mariage avec son entraîneur Massimo Matrone le 21 octobre 2010. 
Le 18 mai 2013, lors du meeting de Shanghai, elle établit un nouveau record d'Italie du 400 m haies en 54 s 54. Elle termine 3e lors des Championnats d'Europe par équipes à Tcheboksary, le 20 juin, en 55 s 18. Ce temps représente le minima pour les Jeux olympiques de Rio, mais blessée, elle ne participe à aucune compétition jusqu'en juillet 2016. Elle est tout de même sélectionnée pour les Jeux où elle atteint les demi-finales (12e).
Fin juin 2018, aux Jeux méditerranéens de Tarragone, Pedroso remporte la médaille d'or du 400 m haies en 55 s 40.
Elle est une cousine d'Iván Pedroso.

## Palmarès
| Date | Compétition                                      | Lieu        | Résultat | Épreuve     | Temps   |
| ---- | ------------------------------------------------ | ----------- | -------- | ----------- | ------- |
| 2009 | Championnats d'Amérique centrale et des Caraïbes | La Havane   | 2e       | 400 m haies | 57 s 73 |
| 2015 | Championnats d'Europe par équipes                | Tcheboksary | 3e       | 400 m haies | 55 s 18 |
| 2017 | Championnats d'Europe par équipes                | Lille       | 2e       | 400 m haies | 55 s 39 |
| 2018 | Jeux méditerranéens                              | Tarragone   | 1re      | 400 m haies | 55 s 40 |
| 2018 | Championnats d'Europe                            | Berlin      | 5e       | 400 m haies | 55 s 80 |

## Records
| Épreuve     | Performance | Lieu     | Date        |
| ----------- | ----------- | -------- | ----------- |
| 400 m haies | 54 s 54     | Shanghai | 18 mai 2013 |